# Сундозеро
Су́ндозеро (Су́нозеро, устар. Уссунское озеро) — российское озеро в Кондопожском районе Республики Карелия.

## Общие сведения
Котловина ледниково-тектонического происхождения.
Озеро имеет удлинённую форму, вытянуто с севера на юг. Берега мало возвышенные, каменистые, покрыты хвойным лесом. В южной части озера находятся семь островов общей площадью 0,12 км².
Через озеро протекает река Суна, впадает река Нива, вытекающая из Пялозера. Также к бассейну Сундозера относится Навдозеро, соединяющиеся друг с другом протокой без названия.
Дно покрыто зеленовато-серым илом. В северной части озера располагается песчаный отмелый участок, образованный наносами реки Суна. В южной части озера, напротив истока реки Суна, располагается яма глубиной более 40 м. Вода коричневая.
Средняя амплитуда колебаний уровня составляет 1,62 м.
Водная растительность представлена редкими зарослями тростника и рдеста плавающего.
В озере обитают окунь, плотва, ряпушка, щука, сиг, лещ, корюшка, налим, ёрш.
Южная часть озера входит в состав Государственного природного заповедника «Кивач».

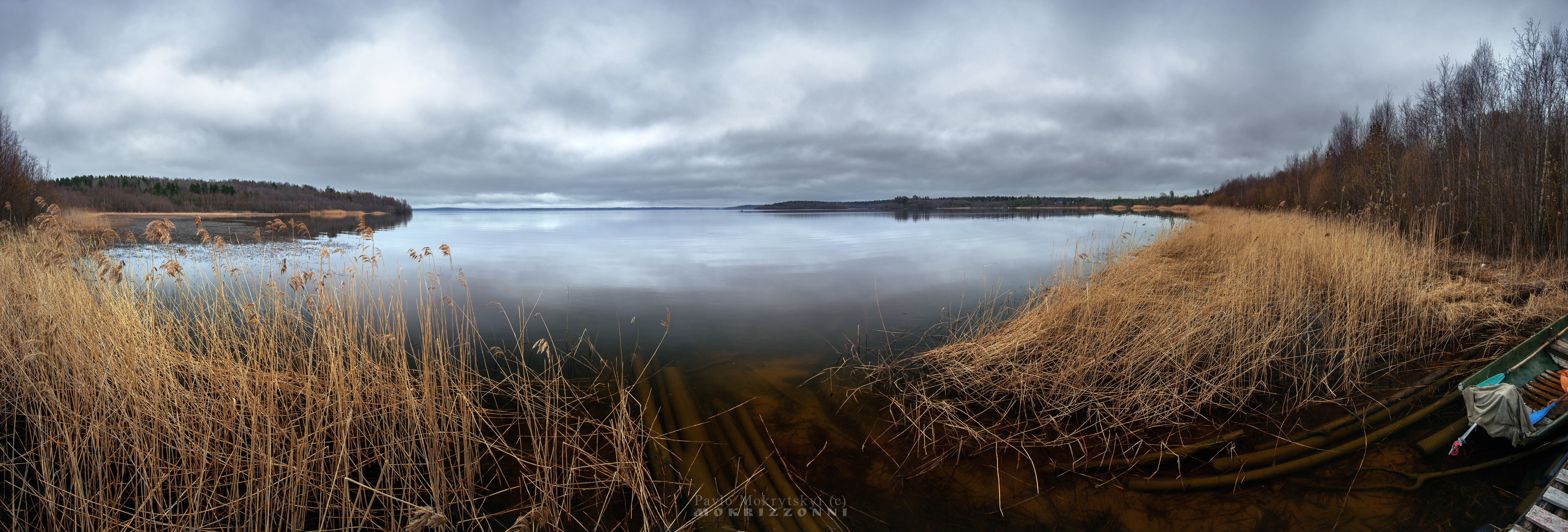
Сундозеро. Вид на пос. Райгуба (справа), с севера